# Пилятр (лунный кратер)
Кратер Пилятр (лат. Pilâtre) — крупный ударный кратер в южном полушарии видимой стороны Луны. Название присвоено в честь французского физика, химика, одного из пионеров воздухоплавания Жана-Франсуа Пилатр-де-Розье (1756—1785) и утверждено Международным астрономическим союзом в 1991 г. 

## Описание кратера

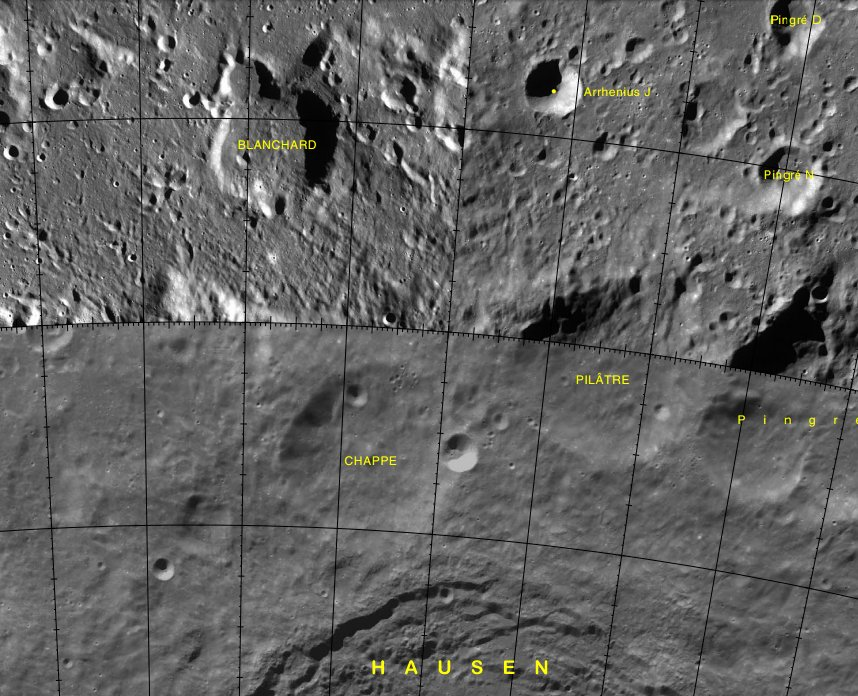
Окрестности кратера Пилятр. Фрагмент карты LAC-135.

Ближайшими соседями кратера являются кратер Бланшар на западе-северо-западе; кратер Аррениус на севере-северо-западе; кратер Пенгре на востоке-северо-востоке; кратер Хаузен на юге и кратер Шапп (фр. Chappe (cratère)) на западе-юго-западе. Селенографические координаты центра кратера 60°10′ ю. ш. 86°42′ з. д. / 60,17° ю. ш. 86,7° з. д., диаметр 64,4 км, глубина 2350 м.
Кратер Пилятр имеет полигональную форму с небольшим выступом в западной части и значительно разрушен. Вал сглажен, наибольшей высоты достигает в своей северо-западной части, северная часть вала прорезана несколькими узкими долинами, к восточной части примыкает сателлитный кратер Пенгре S. Дно чаши кратера пересеченное, без приметных структур, в юго-восточной части чаши расположены несколько маленьких кратеров.
До получения собственного наименования в 1991 г. кратер имел обозначение Хаузен B (в системе обозначений так называемых сателлитных кратеров, расположенных в окрестностях кратера, имеющего собственное наименование).

## Сателлитные кратеры
Отсутствуют.

## См.также
- Список кратеров на Луне
- Лунный кратер
- Морфологический каталог кратеров Луны
- Планетная номенклатура
- Селенография
- Минералогия Луны
- Геология Луны
- Поздняя тяжёлая бомбардировка